# Château de Belvoir (Angleterre)
Pour les articles homonymes, voir Château de Belvoir et Belvoir (homonymie).
Le château de Belvoir est un château historique et une demeure seigneuriale du Leicestershire, en Angleterre, situé à 10 km à l'ouest de la ville de Grantham et 16 km au nord-est de Melton Mowbray. Le premier château est construit immédiatement après la conquête normande de 1066 et il a depuis été reconstruit au moins trois fois, la structure actuelle, un bâtiment classé de grade I, datant du début du XIXe siècle. C'est le siège de David Manners (11e duc de Rutland) (le petit comté de Rutland se trouve à 25 km au sud du château de Belvoir), dont l'ancêtre masculin direct en hérite en 1508. Le lieu de sépulture traditionnel de la famille Manners est dans l'église paroissale de la Sainte-Vierge-Marie de Bottesford (en), située 5 km au nord du château mais, depuis 1825, ils sont enterrés dans le mausolée ducal construit à côté du château cette année-là, dans lequel leurs anciens tombeaux ont été placés. Il reste la propriété privée du duc de Rutland mais il est ouvert au public.
Le château est situé à l'extrême nord du comté de Leicestershire, il est pris en sandwich entre le Lincolnshire à l'est et le Nottinghamshire à l'ouest et surplombe la vallée de Belvoir au nord-ouest à la frontière du Nottinghamshire. Il est entouré des villages de Redmile, Woolsthorpe, Knipton, Harston, Harlaxton, Croxton Kerrial et Bottesford. L'antiquaire John Leland (décédé en 1552) décrivait ainsi le lieu : « Le château se dresse sur la nuque même d'une haute colline, escarpée de chaque côté, en partie par la nature, en partie par le travail de la main de l'homme. »
Le domaine de Belvoir de 15 000 acres (6 000 hectares), situé au cœur du principal terrain de chasse au renard d'Angleterre, est le siège de la célèbre "Belvoir Hunt" (les chasses du duc de Rutland), établie en 1750, c'est maintenant un chenil situé à 1 km au sud-est du château.

## Histoire

### Premier château

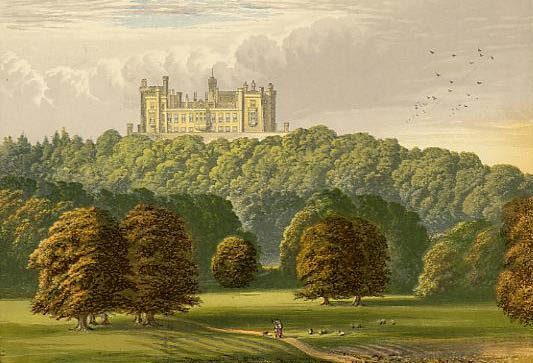
Château de Belvoir à la fin du XIXe siècle

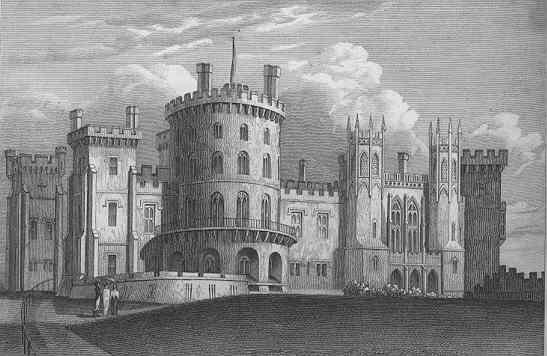
Côté sud-ouest et tour ronde du château de Belvoir d'après Jones (Views of the seat of Noblemen and Gentlemen publié en 1829). Sauf détails mineurs, cette image montre le château tel qu'il est aujourd'hui.

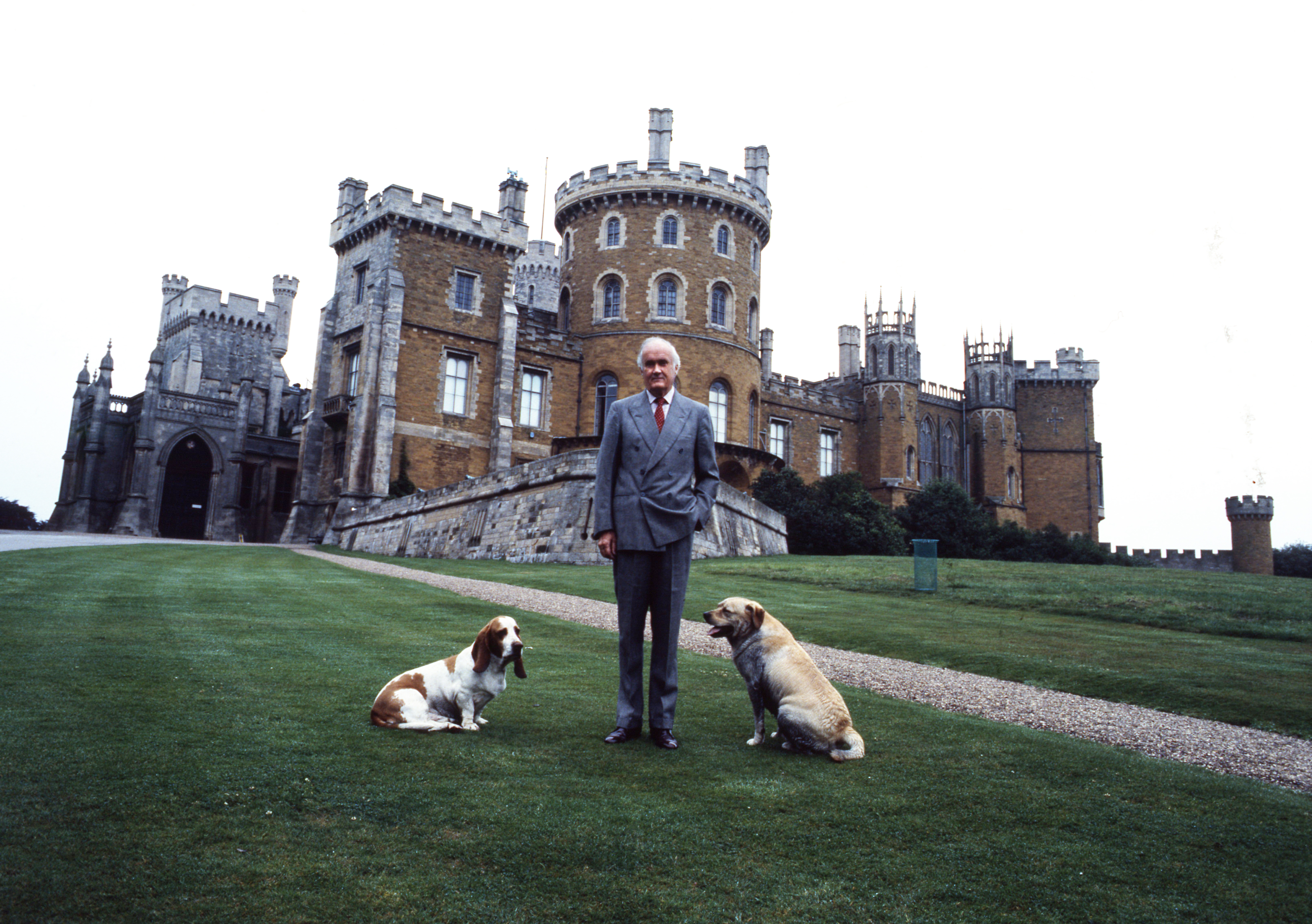
Le 10e duc devant le château de Belvoir, par Allan Warren (fin des années 1990)

Un château normand se tenait à l'origine sur les hauteurs du wapentake de Framland, surplombant le wapentake adjacent de Winnibriggs, dans le Lincolnshire, et dominant les deux. Il est édifié sur les terres de Robert de Todeni (en), mentionnées dans le Domesday Book de 1086, et dont hérite William d'Aubigny. Il passe finalement à la petite-fille de William, Isabel, qui épouse Robert de Ros (en) vers 1234.
Belvoir est un manoir royal jusqu'à ce qu'il soit concédé à Robert de Ros en 1257. Il reçoit une licence pour àvoir le droit de créneler en 1267. Lorsque la lignée masculine de Ros s'éteint en 1508, le manoir et le château passent à George Manners (11e baron de Ros), neveu du dernier baron de Ros, qui hérite du château et de la baronnie par sa mère. Son fils est fait comte de Rutland en 1525.

### Deuxième château
Le château normand est en ruine depuis 1464. En 1528, Thomas Manners (1er comte de Rutland) commence la construction d'un nouveau château. Il est achevé en 1555,. Une grande partie de la pierre de ce bâtiment provient de l'abbaye de Croxton (en) et du prieuré de Belvoir (en) après leur dissolution.
Deux charpentiers locaux remettent à neuf la table de billard en 1602 et une nouvelle toile de feutre est achetée à un marchand de Grantham. Jacques Ier, le prince Henri et l'ambassadeur vénitien Antonio Foscarini (en) séjournent en août 1612. Au début du XVIIe siècle, les serviteurs du château Joan, Margaret et Phillipa Flower sont accusés d'avoir assassiné les deux jeunes fils du 6e comte par sorcellerie. Joan est morte en prison, Margaret et Phillipa sont pendues.
Au cours de la guerre civile anglaise, il est l'un des bastions les plus importants du roi Charles et de ses partisans. Ce dernier y passe une nuit alors qu'il est en chemin vers le Lincolnshire.

### Troisième château
En 1649, le château est détruit par les Parlementaires. Un nouveau bâtiment est commencé en 1654 qui est conçu comme une grande maison familiale par l'architecte John Webb. Les travaux sont achevés en 1668 et coûtent 11 730 £ (
2.03 millions de £ aujourd'hui).
Le 9e comte est fait duc de Rutland en 1703. Le château de Belvoir est la demeure de la famille Manners depuis cinq cents ans et la résidence des ducs de Rutland depuis plus de trois siècles.

### Quatrième château
En 1799, le 5e duc de Rutland épouse Lady Elizabeth Howard. La nouvelle duchesse de Rutland choisit rapidement un nouvel architecte, James Wyatt, pour reconstruire le château dans le style néo-gothique romantique. Le duc, l'un des propriétaires terriens les plus riches du Royaume-Uni de Grande-Bretagne et d'Irlande, vend sept villages de ses possessions, avec leurs terres environnantes, pour financer l'immense projet. Le projet touche à sa fin lorsque, le 26 octobre 1816, il est presque détruit par un incendie. La perte - notamment des tableaux du Titien, Rubens, van Dyck et Reynolds - est estimée à 120 000 £ (
9.25 millions de £ aujourd'hui).
De nouveau reconstruit, en grande partie selon la même conception, pour un coût de 82 000 £ supplémentaires (
7.67 millions de £ aujourd'hui), le château est en grande partie achevé en 1832. L'architecte Sir James Thornton (qui est l'ami et l'aumônier du duc et le vicaire de Bottesford) est le principal artisan de cette reconstruction et la demeure ressemble, dans l'ensemble, à un château médiéval, sa tour centrale rappelant le château de Windsor.
Le château est ouvert au public et contient de nombreuses œuvres d'art. Les points forts de la visite sont les somptueuses salles, la plus célèbre étant le salon Elizabeth (du nom de l'épouse du 5e duc), la "Regents Gallery" et la "State Dining Room" d'inspiration romaine.
Le musée régimentaire des Queen's Royal Lancers des 17e et 21e lanciers est créé en 1964 mais doit quitter les lieux en octobre 2007. Le "Queen's Royal Lancers and Nottinghamshire Yeomanry Museum" se trouve maintenant à Thoresby Hall.

## Domaine
Le château se trouve dans un domaine de près de 15 000 acres.

### Jardins

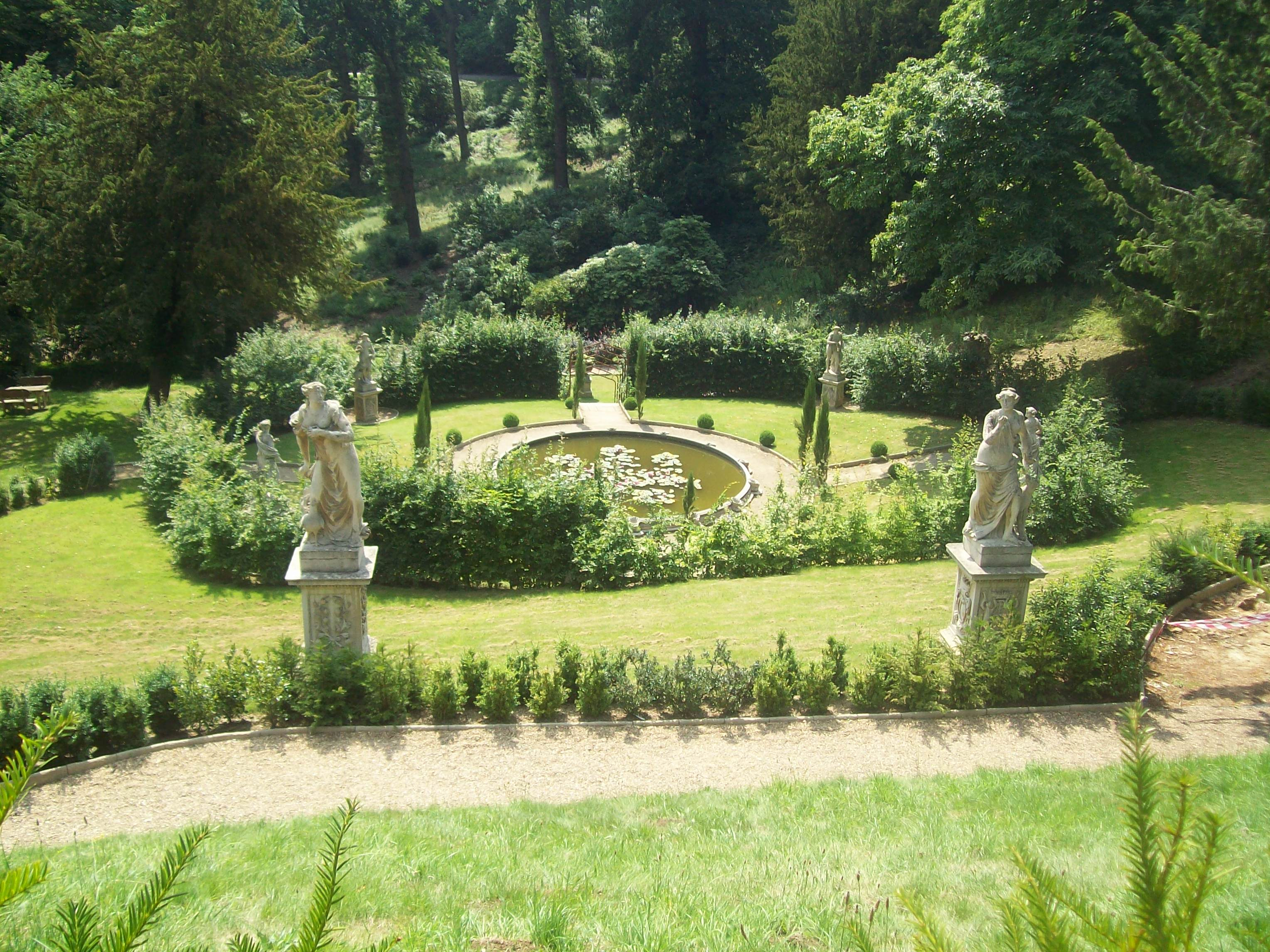
Jardins de Belvoir

Le jardin de Belvoir est conçu et aménagé par Elizabeth Howard, 5e duchesse de Rutland, mariée à John Manners (5e duc de Rutland). Il est créé en 1799, l'année de la construction du château de Belvoir. Les jardins présentent de nombreuses caractéristiques inhabituelles, par exemple l'amphithéâtre naturel qui fait face au domaine est formé par les moraines des glaciers et une « maison racine », ou maison d'été, qui subsiste à ce jour. Ces amphithéâtres naturels sont désormais intégrés à des sources d'eau pour assurer la floraison des plantes tout au long de l'année.
Le jardin sont également le premier site de parterres de fleurs printanières cultivées en masse, un concept développé par M. Divers, jardinier en chef à l'époque.
Les jardins autrefois prospères retrouvent lentement leur gloire d'antan. « Les amis des jardins de Belvoir » est une association qui encourage les passionnés qui ont la main verte à se porter volontaires pour aider à gérer ce jardin magnifiquement préservé.
Le lieu de sépulture traditionnel de la famille Manners est l'église Sainte-Vierge-Marie de Bottesford (en). Depuis l'élévation au rang de duché en 1703, la plupart des ducs sont enterrés dans l'enceinte du mausolée du château de Belvoir., construit par le 5e duc de Rutland, à la suite du décès de sa femme, Elizabeth Howard (1780-1825), fille du 5e comte de Carlisle. Après sa construction, la plupart des monuments du XVIIIe siècle de l'église de Belton sont déplacés vers le mausolée qui est alors le principal lieu de sépulture de la famille.

## Utilisation actuelle
Un coin du château est toujours la maison familiale de la famille Manners. Plusieurs films et émissions de télévision y ont été tournés, notamment le film Little Lord Fauntleroy avec Sir Alec Guinness et Rick Schroder. Le château lui-même est utilisé pour le film Da Vinci Code : il est le palais de Castel Gandolfo, la résidence d'été du pape. Il apparaît également dans le film de 1985 Le Secret de la pyramide avec Nicholas Rowe et Alan Cox. En septembre 2007, il est utilisé comme décor pour Victoria : Les Jeunes Années d'une reine. Dans la production de Jim Henson Jack and the Beanstalk: The Real Story. En 2001, des ossements géants y sont découverts. Les scènes de cuisine de "Hill House" y sont filmées pour la version 1999 de The Haunting qui est un "remake" de la version de 1963. Le château est aussi l'un des nombreux remplaçants du palais de Buckingham, notamment pour le film comique de 1991 King Ralph.